# Mariko Miyagi
Mariko Miyagi (宮城まり子, Miyagi Mariko), née le 21 mars 1927 et morte le 21 mars 2020, est une actrice, réalisatrice et chanteuse japonaise. Elle est connue pour avoir créé et géré le premier établissement de soins pour enfants handicapés au Japon. Son vrai nom est Mariko Honme (本目真理子, Honme Mariko).

## Biographie
Mariko Miyagi nait le 21 mars 1927 à Kamata dans l'arrondissement d'Ōta à Tokyo, son vrai nom est Mariko Honme. Elle est l'aînée d'une fratrie de deux enfants. Sa famille déménage à Osaka pour le travail de son père alors qu'elle est à l'école primaire. Mariko Miyagi intègre l'agence Yoshimoto Kogyo en 1945 afin de venir chanteuse. Elle se fait connaître grâce à des chansons à succès telle que Gādo shita no kutsumigaki (ガード下の靴磨き, 1955) et participe à huit reprises de 1954 à 1962 à l'émission télévisée musicale annuelle Kōhaku Uta Gassen, très populaire au Japon.
En parallèle, elle se lance dans une carrière d'actrice, elle apparaît dans trente films entre 1952 et 1980. En 1958, Mariko Miyagi et l'acteur Hisaya Morishige prêtent leurs voix pour le doublage de l'ensemble des personnages de l'anime Le Serpent blanc, qui est le premier film d'animation en couleurs japonais,,.
Mariko Miyagi, s'étant interrogée sur la raison pour laquelle les enfants handicapés ne vont pas à l'école, a réalisé à quel point leur transport était difficile. Elle a donc créé en 1968, un établissement d'aide sociale à l'enfance, l'école Nemunoki Gakuen à Hamaoka — bourg aujourd'hui rattaché à la ville d'Omaezaki dans la préfecture de Shizuoka — pour que ces enfants puissent recevoir sur place un enseignement scolaire,. Elle produit et réalise elle-même une série de quatre documentaires : Le Chant de Nemunoki (1974), J'entends le chant de Nemunoki (1977), Les Enfants qui courent dans l'arc-en-ciel (1980) et Hello Kids! Bonne chance les enfants (1986), sur la vie quotidienne au sein de cet établissement, mettant en scène les enfants, le personnel et elle-même. Selon Tadao Satō, « Mariko Miyagi s'attache surtout à filmer avec délicatesse et sensibilité les rêves et les espoirs de ces enfants. On peut trouver certaines scènes mièvres ou irréelles, mais le souci de la réalisatrice est aussi d'utiliser ces films comme moyen éducatif pour les enfants ».
En 2012, elle est décorée de l'ordre du Trésor sacré.
Mariko Miyagi meurt le 21 mars 2020 dans un hôpital de Tokyo à l'âge de 93 ans des suites d'un lymphome.

## Filmographie
La filmographie de Mariko Miyagi est établie à partir de la base de données JMDb.

### Comme actrice
- 1952 : Nankai no jōka (南海の情火 ギラム?) d'Eiichi Koishi (ja)
- 1955 : Seiryūgai no ōkami (青龍街の狼?) de Sadatsugu Matsuda
- 1955 : Wasurenai yo (忘れないよ?) de Toshirō Ōmi (ja)

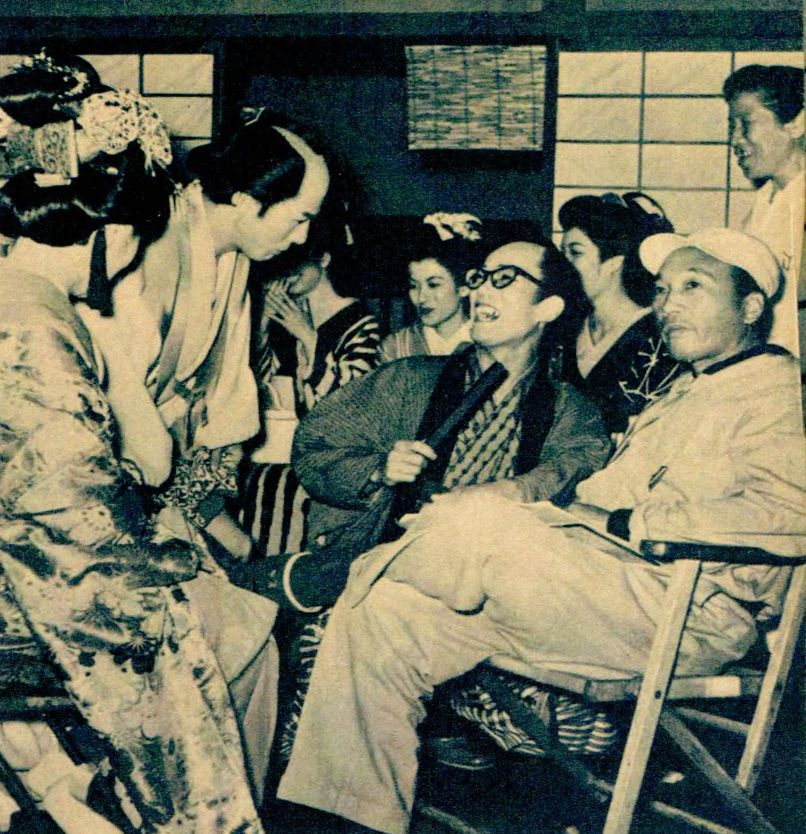
de g. à d. : Mariko Miyagi, Ichirō Arishima, Tony Tani et Torajirō Saitō sur le tournage de Koisuredo koisuredo monogatari (1956).

- 1955 : Kashi no Ishimatsu: Manbo Ishimatsu odori (魚河岸の石松 マンボ石松踊り?) d'Eiichi Koishi (ja)
- 1956 : Kuroneko yakata ni kieta otoko (黒猫館に消えた男?) de Masaki Mōri (ja)
- 1956 : Daigaku no kengō: Keiraku no abarenbō (大学の剣豪 京洛の暴れん坊?) de Kōzō Saeki
- 1956 : Gojū nenme no uwaki (五十年目の浮気?) de Nobuo Aoyagi
- 1956 : Koisuredo koisuredo monogatari (恋すれど恋すれど物語?) de Torajirō Saitō
- 1956 : L'Arrivée de Mademoiselle (お嬢さん登場, Ojōsan tōjō?) de Kajirō Yamamoto
- 1956 : Borogutsu kōkyō raku (ボロ靴交響楽?) de Motō Nishimura (ja)
- 1956 : Rikidōzan otoko no tamashī (力道山 男の魂?) de Seiichirō Uchikawa (ja)
- 1956 : Tenten musume (てんてん娘?) de Nobuo Aoyagi
- 1957 : Gokurakutō monogatari (極楽島物語?) de Kōzō Saeki
- 1958 : Onboro jinsei (オンボロ人生?) de Yoshiaki Banshō (ja)
- 1958 : Jours de congé à Tokyo (東京の休日, Tōkyō no kyūjitsu?) de Kajirō Yamamoto
- 1958 : Yajikata dōchūki (弥次喜多道中記?) de Yasuki Chiba
- 1958 : Taiko tataite fue fuite (太鼓たゝいて笛吹いて?) de Toshio Sugie
- 1959 : Gurama-tō no yūwaku (グラマ島の誘惑?) de Yūzō Kawashima
- 1959 : Mariko jijoden: Hana saku seiza (まり子自叙伝 花咲く星座?) de Shūe Matsubayashi
- 1961 : Dix femmes en noir (黒い十人の女, Kuroi jūnin no onna?) de Kon Ichikawa : Miwako
- 1962 : Chin jarajara monogatari (ちんじゃらじゃら物語?) de Manao Horiuchi
- 1964 :  Sa Majesté l'empereur II (続・拝啓天皇陛下様, Zoku haikei Tennō heika-sama?) de Yoshitarō Nomura
- 1964 : Haikei Sōri daijin-sama (拝啓総理大臣様?) de Yoshitarō Nomura
- 1968 : Meiji haru aki (明治はるあき?) de Heinosuke Gosho (voix/chant)
- 1977 : Hadashi no gen: Namida no bakuhatsu (はだしのゲン 涙の爆発?) de Tengo Yamada (ja)
- 1977 : Mariko maman ou J'entends le chant de Nemunoki (ねむの木の詩がきこえる, Nemunoki no uta ga kikoeru?) de Mariko Miyagi[8]
- 1980 : Les Enfants qui courent dans l'arc-en-ciel (虹をかける子どもたち, Niji o kakeru kodomo-tachi?) de Mariko Miyagi

### Comme réalisatrice
Sauf indication contraire, les titres en français des documentaires réalisés par Mariko Miyagi se basent sur ceux donnés dans l'ouvrage Le Cinéma japonais (tome 2) de Tadao Satō page 196.
- 1974 : Le Chant de Nemunoki (ねむの木の詩, Nemunoki no uta?) (documentaire)
- 1977 : Mariko maman ou J'entends le chant de Nemunoki (ねむの木の詩がきこえる, Nemunoki no uta ga kikoeru?)[8] (documentaire)
- 1980 : Les Enfants qui courent dans l'arc-en-ciel (虹をかける子どもたち, Niji o kakeru kodomo-tachi?) (documentaire)
- 1986 : Hello Kids! Bonne chance les enfants (ハローキッズ！ がんばれ子どもたち, Harō kizzu! Ganbare kodomo-tachi?) (documentaire)

### Doublage
- 1958 : Le Serpent blanc (白蛇伝, Hakuja den?) de Taiji Yabushita : Bai-Niang, Mimi, Xiaoqing (voix)
- 1975 : La Petite Sirène (アンデルセン童話にんぎょ姫, Anderusen dōwa ningyo hime?) de Tomoharu Katsumata (ja) : Fritz (voix)
- 1978 : Thumbelina (おやゆび姫, Oyayubi hime?) de Yūgo Serikawa (ja)

## Distinctions
- 1973 : prix Yoshikawa Eiji pour la culture (ja)
- 2012 : récipiendaire de l'ordre du Trésor sacré[7]